# Гамлєт, або Феномен датського кацапізму
«Гамлєт, або Феномен датського кацапізму» (в інших джерелах — «Гамлєт, або Феномен датського кацапізма») — сатирична п'єса українського письменника Леся Подерв'янського на дві дії, написана суржиком із широким використанням ненормативної лексики. Пародія на трагедію «Гамлет» англійського письменника Вільяма Шекспіра; сатира на російський шовінізм. Написана у 1980-х роках.

## Сюжет
«Відбулася масштабна деконструкція “шекспірівського тексту”: митець використав лише фабульний кістяк першотвору, вводячи до дії персонажі Гамлета, Привида та Клавдія, а також залучив сторонні образи (Зігмунд Фрейд, Маргарита) задля надання текстові більшої гротескності. Первинна настанова на колажність альтернативної художньої течії дає можливість зіставляти різні семіотичні площини, забезпечила здатність внести у текст (у нашому випадку – “шекспірівський текст”) принципово відсутні у ньому коди. Наприклад, у “Феномені датського кацапізма” рівноправно співіснує образ Данії (“датське взмор’є”) та санаторійного пляжу, знаку радянського побуту (інші подібні знаки, що є в тексті, також артикулюються на зіткненні шекспірівської та СРСРівської площин (кабінет у замкові Ельсінор,“На сцені збоку стоїть рояль ‘Стенвей’. На ньому лежать шпроти”».
У першій дії принц Гамлєт, зображений як бородатий чоловік у простому одязі, зустрічає на морському березі привид свого батька. Привид розкриває, що був убитий своїм братом Клавдієм. Всупереч очікуванням привида, Гамлєт відмовляється мститися, посилаючись на гуманістичні принципи, хоча й демонструє ксенофобські погляди. Діалог між батьком і сином переростає в конфлікт. Розчарований Гамлєтом привид «топиться у морі», обіцяючи повернутися. Гамлєт іде випити до бару.
Друга дія відбувається в кабінеті, де присутні мати Гамлєта Маргарита, його дядько Клавдій та їхні слуги. З'являється привид батька Гамлєта, який хоче помститися за своє вбивство. Входить п'яний Гамлєт. Привид дає вказівку Гамлєту атакувати його кривдників. Гамлєт трощить все навколо і убиває всіх присутніх, включно з привидом. У фіналі п'єси з'являється Зигмунд Фрейд, який відводить Гамлєта до психіатричної лікарні, поки матроси виконують чечітку під пісню «Яблучко».

### Дійові особи
- Принц Гамлєт, головний герой п'єси, «датський кацап»
- Маргарита, мати Гамлєта
- Привид батька Гамлєта, «страшне чудо, старанно прикрите замизганим в багнюку і сукровицю простирадлом»
- Клавдій, брат батька Гамлєта, «хтивий дядько принца»
- Зігмунд Фрейд, психіатр

## Сприйняття, визнання та адаптації
«Елементи абсурдної дійсності поступово концентруються в тканині твору, вербалізуючись прецедентними іменами-назвами пісень: «Камаріки» і «Яблучко». Автор п’єси звертається саме до цих назв, щоб створити максимальний дисонанс між зображуваними просторами – Данія часів Середньовіччя і радянська дійсність. Так, пісню «Камаріки» виконує під час вишивання Маргарита. Автор драми знову вдається до графічного відтворення фонетичних особливостей, що підсилює комічний ефект. Назва ж другої пісні – «Яблучко» – з’являється у фіналі твору, коли рівень абсурдності подій досягає свого піку».
П'єсу вивчали українські науковці як прояв соцарту в сучасній українській літературі та один із прикладів опрацювання шекспірівського тексту українськими письменниками.
Однією з найвідоміших цитат із п'єси, яка увійшла в широкий вжиток, є початок монологу Гамлєта «Купатись чи не купатись» — пародія на монолог Гамлета «Бути чи не бути» у п'єсі Шекспіра.
«Гамлєт» увійшов до списку 30 найкращих оповідань незалежної України, створеного у 2021 році Радіо NV за підтримки Українського культурного фонду до тридцятої річниці Незалежності України.
У 2024 році відбулася прем'єра рок-опери «Гамлєт» за п'єсою Леся Подерв'янського (композитор — В’ячеслав Назаров).